# Ràfids
Els ràfids (Raphidae) és un clade extint d'ocells no voladors pertanyents a l'orde de les Columbiformes i conté els gèneres monotípics Pezophaps i Raphus. El primer conté l'espècie Pezophaps solitaria (el solitari de Rodrigues), el segon el Raphus cucullatus (dodo). Aquests ocells van assolir una mida impressionant com a resultat de l'aïllament a les illes lliures de depredadors, d'acord amb la llei de Foster.

## Taxonomia
Tant el dodo com el solitari de Rodrigues eren endèmics de les illes Maurici, en l'oceà Índic, i es van extingir por la caça de l'ésser humà i la depredació d'animals introduïts per la colonització humana. Històricament, al dodo se li va assignar el gènere Didus, ara un sinònim menor de Raphus. El 1848, una nova espècie dins de l'ara desaparegut gènere Didus, D. nazarenus, va ser anomenada per Hugh Edwin Strickland i Alexander Gordon Melville. Per allotjar la nova espècie, així com les altres espècies conegudes en aquell moment, Strickland i Melville van anomenar la subfamília Didinae. El 1893 es van assignar tres espècies al grup: Pezophaps solitarius, Didus ineptus, i la possible espècie Didus borbonicus. Avui dia, només es coneixen dues espècies amb Didus ineptus convertint-se en un sinònim subjectiu júnior de Raphus cucullatus; Didus borbonicus ara classificat com Threskiornis solitarius (ibis de la Reunió); i Didus nazarenus sent identificat com a sinònim de Pezophaps solitarius.